# Colapso del bloque de condominios de Surfside
El derrumbe del Champlain Towers South Condo, un edificio de condominios de 12 pisos frente al mar en el suburbio de Surfside en Miami (Florida, Estados Unidos), se produjo alrededor de la 1:25 a. m. hora local EDT (UTC -4) del 24 de junio de 2021. De las 136 unidades en el edificio, 55 del lado noreste estuvieron involucradas en el derrumbe. 
Una persona fue encontrada muerta inmediatamente después y once más resultaron heridas como resultado del derrumbe. Aproximadamente 35 personas fueron rescatadas de la parte no derrumbada del edificio, otras dos personas fueron rescatadas de los escombros. Hasta el 27 de julio de 2021, se informó de 98 muertos y 11 heridos.

## Antecedentes

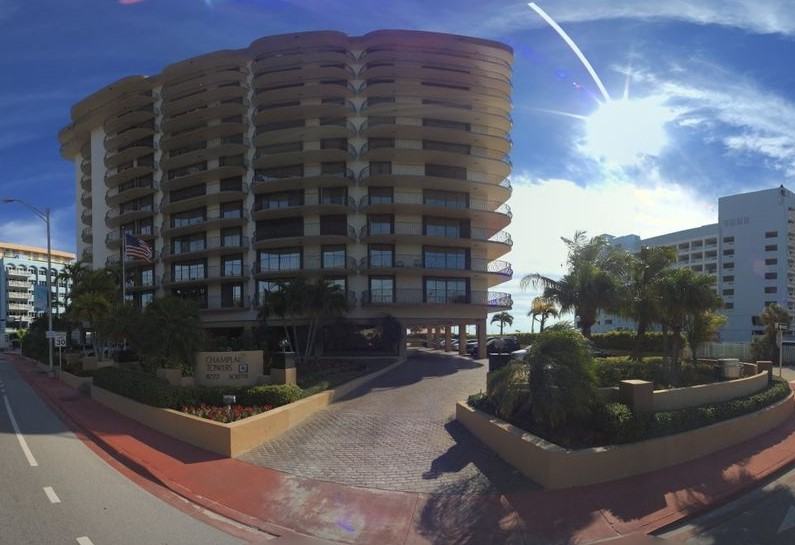
Edificio Champlain Towers South en 2015.

El edificio residencial fue construido en 1981. Según la comisionada de Surfside, Eliana Salzhauer, el edificio estaba pasando por el proceso de inspección para su recertificación de 40 años en el momento del desastre, que generalmente demora un año en completarse.

## Derrumbe y víctimas
| País           | Muertos | Heridos |
| -------------- | ------- | ------- |
| Estados Unidos | 65      | 10      |
| Paraguay       | 6       |         |
| Argentina      | 4       | 1       |
| Canadá         | 4       |         |
| Cuba           | 4       |         |
| Venezuela      | 4       |         |
| Colombia       | 3       |         |
| Uruguay        | 3       |         |
| Australia      | 2       |         |
| Azerbaiyán     | 1       |         |
| Chile          | 1       |         |
| Costa Rica     | 1       |         |

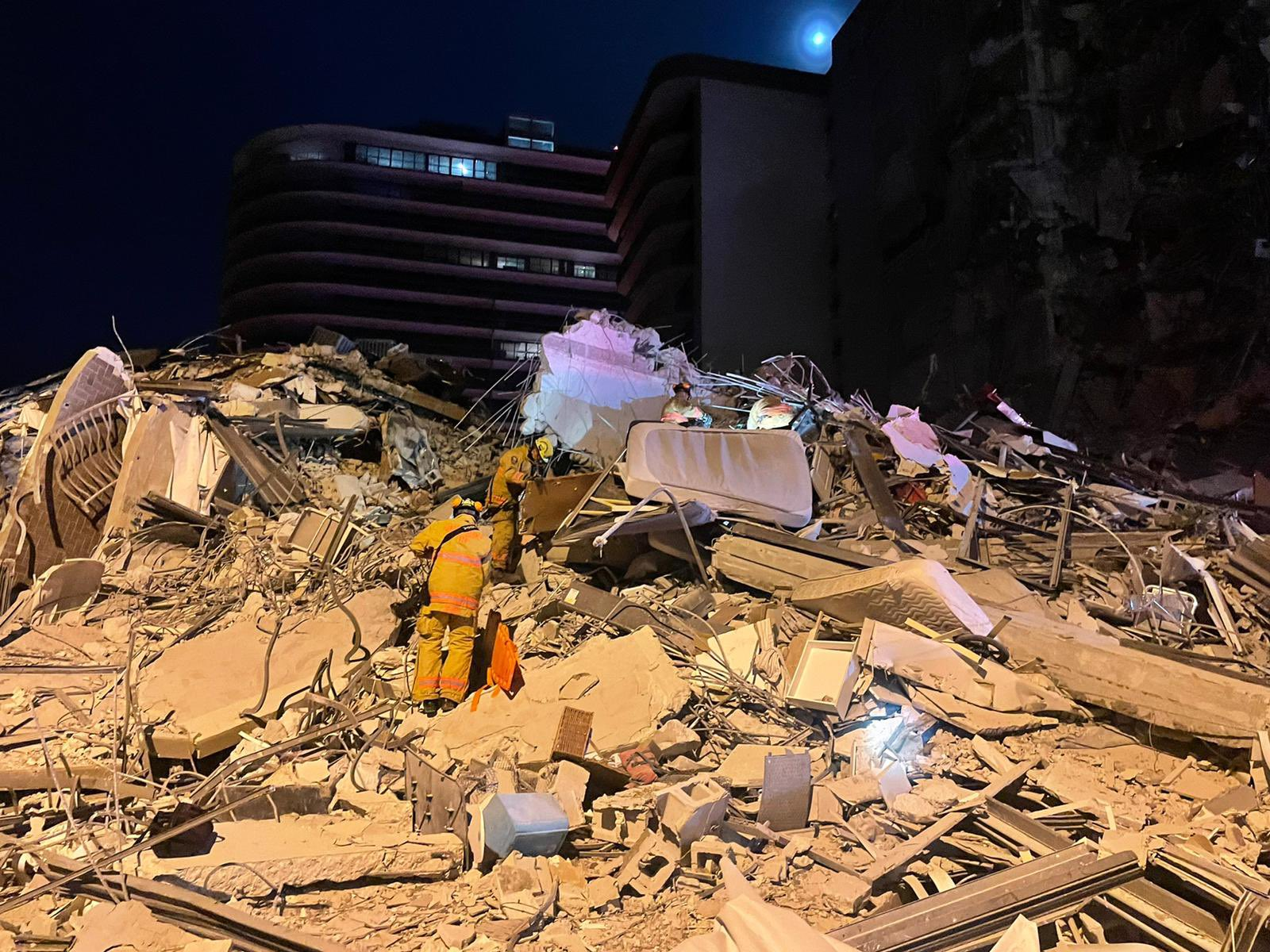
Bomberos de Miami-Dade buscan sobrevivientes, 24 de junio.

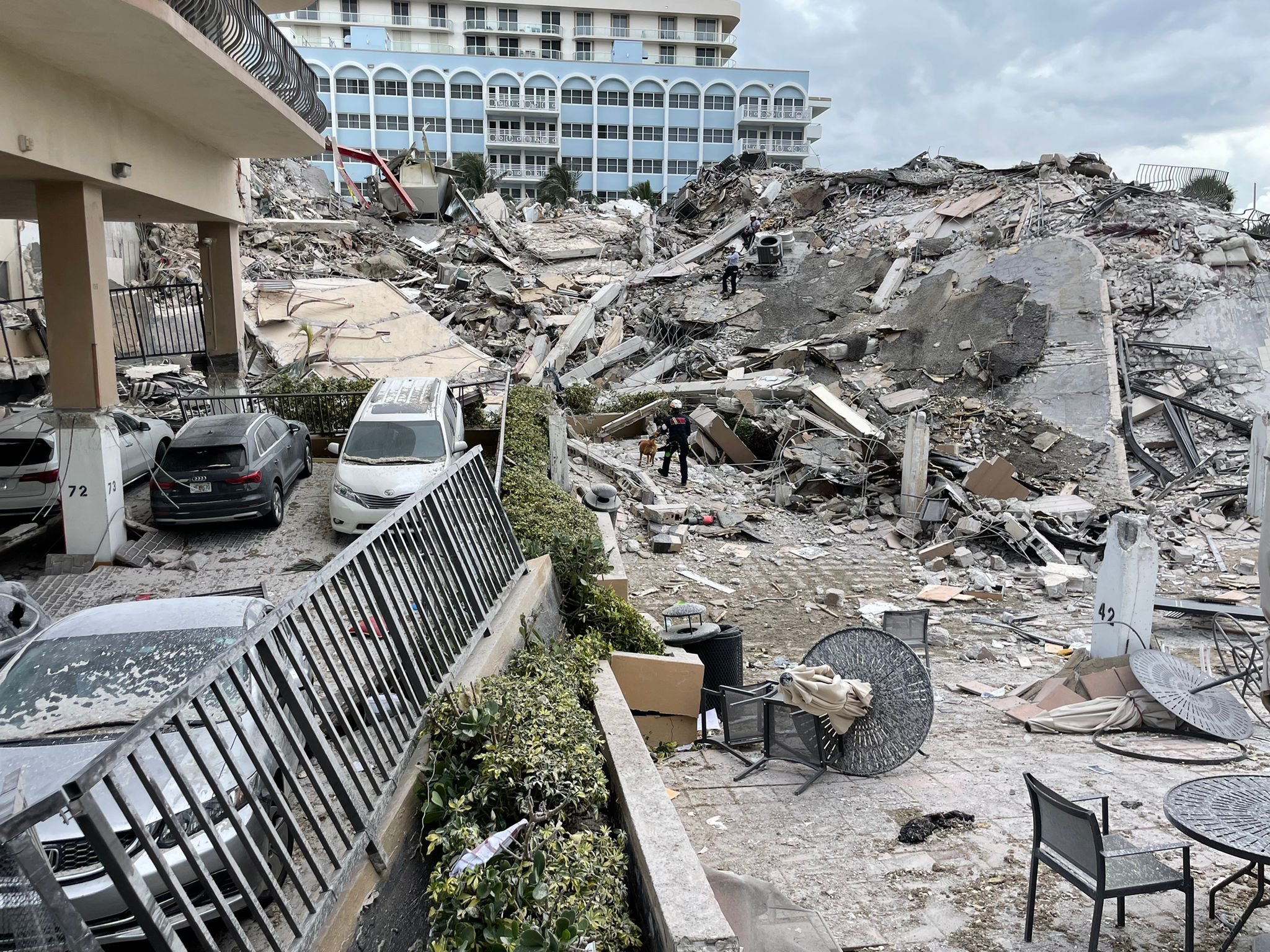
Rescatistas con un perro de búsqueda y rescate, 24 de junio.

El edificio Champlain Towers South Condo sufrió un derrumbe parcial de forma progresiva alrededor de las 1:30 a. m. del 24 de junio de 2021. Las imágenes de vigilancia capturadas del derrumbe indican que una gran sección del edificio se derrumbó primero, dejando la esquina noreste en pie pero inestable. Varios segundos después, la esquina noreste también se derrumbó.
Al menos 31 personas de América del Sur que residían o se creía que estaban en el edificio en el momento del derrumbe estaban entre los desaparecidos.  El Ministerio de Relaciones Exteriores de Paraguay informó que la hermana de la primera dama Silvana López Moreira, el esposo de su hermana, la niñera y sus tres hijos estaban desaparecidos. Se cree que un primo hermano del general de la Fuerza Aérea de Chile Alberto Bachelet está desaparecido, según su hija.  Las otras personas desaparecidas fueron identificadas como nueve ciudadanos de Argentina, seis de Venezuela, seis de Colombia y tres de Uruguay.
El cónsul general de Israel en Miami dijo que creía que entre los desaparecidos había 20 ciudadanos israelíes. Global Affairs Canada anunció que cuatro canadienses "pueden verse afectados" por la tragedia, sin dar más detalles.
Hasta el 9 de julio, 61 fallecidos habían sido identificados (por orden de edad):
- Luis Vicente Pettengill López Moreira III, 3 años, de nacionalidad paraguaya, estaba de visita en el edificio.
- Emma Guara, 4 años, vivía en la unidad 802.
- Desconocido, de 5 años identidad no revelada a petición de su familia.
- Stella Cattarossi, 7 años, vivía en la unidad 501.
- Lucía Guara, 10 años, vivía en la unidad 802.
- Andreas Giannitsopoulos, 21 años, estaba de visita en el edificio.
- Deborah Berezdivin, 21 años de nacionalidad puertorriqueña.
- Ilan Naibryf, 21 años de nacionalidad argentina.
- Leidy Vanessa Luna Villalba, 23 años de nacionalidad paraguaya.
- Luis Andrés Bermúdez, 26 años, de nacionalidad puertorriqueña, vivía en la unidad 702.
- Nicole Langesfeld, 26 años.
- Benny Weisz, 31 años.
- Juan Alberto Mora Jr, de 32 años, estaba de visita en el edificio.
- Bhavna Patel, 36 años.
- Luis Pettengill, 36 años, de nacionalidad paraguaya, estaba de visita en el edificio.
- Ruslan Manashirov, de 36 años, de nacionalidad azerí, vivía en la unidad 703.
- Sophia López Moreira, 36 años, de nacionalidad paraguaya, estaba de visita en el edificio.
- Ana Ortiz, 46 años, de nacionalidad puertorriqueña, vivía en la unidad 702.
- Anaely Rodriguez, 42 años.
- Vishai Patel, 42 años.
- Desconocido, de 44 años identidad no revelada a petición de su familia.
- Graciela Cattarossi, 48 años, de nacionalidad argentina, vivía en la unidad 501.
- Michael David Altman, 50 años, de nacionalidad costarricense, vivía en la unidad 1101.
- Jay Kleiman, 52 años, de nacionalidad puertorriqueña, estaba de visita en el edificio.
- Harold Rosenberg, 52 años, vivía en la unidad 212.
- Marcus Joseph Guara, 52 años, vivía en la unidad 802.
- Stacie Dawn Fang, 54 años, vivía en la unidad 1002.
- Manuel LaFont, 54 años, vivía en la unidad 804.
- Frank Kleiman, 55 años, de nacionalidad puertorriqueña, vivía en la unidad 702.
- Miguel Pazos, 55 años.
- Andrea Cattarossi, 56 años, de nacionalidad argentina, estaba de visita en el edificio.
- Bonnie Epstein, 56 años, vivía en la unidad 901.
- David Epstein, 58 años, vivía en la unidad 901.
- Gary Cohen, 58 años, estaba de visita en el edificio.
- María Teresa Rovirosa, 58 años, de nacionalidad cubana.
- Ángela Velásquez, 60 años
- Richard Rovirosa, 60 años.
- Oresme Gil Guerra, 60 años.
- Elena Blasser , 64 años.
- Ingrid Ainsworth, 66 años, de nacionalidad australiana.
- Francis Fernández, 67 años, de nacionalidad cubana, estaba de visita en el edificio.
- Tzvi Ainsworth, 68 años, de nacionalidad australiana.
- Maricoy Obias-Bonnefoy, 69 años, de nacionalidad filipina, vivía en la unidad 1001.
- Ana Mora, 70 años.
- Elaine Lia Sabino, 71 años.
- Gloria Machado, 71 años.
- Christina Beatriz Elvira, 74 años, de nacionalidad venezolana, vivía en la unidad 704.
- Marina Restrepo Azen, 76 años.
- Nancy Kress Levin, 76 años, de nacionalidad cubana-puertorriqueña.
- Gladys Lozano, 79 años, de nacionalidad cubana, vivía en la unidad 903.
- Juan Alberto Mora, de 80 años, de nacionalidad cubana.
- Leon Oliwkowicz, 80 años, de nacionalidad venezolana, vivía en la unidad 704.
- Magaly Elena Delgado, 80 años, de nacionalidad cubana.
- Simón Segal, 80 años, de nacionalidad cubana, vivía en la unidad 1203.
- Gonzalo Torre, 81 años.
- Antonio Lozano, 83 años, de nacionalidad cubana, vivía en la unidad 903.
- Claudio Bonnefoy, 85 años, de nacionalidad chilena, vivía en la unidad 1001.
- Graciela Cattarossi, 86 años, de nacionalidad uruguaya, vivía en la unidad 501.
- Elena Chávez, 87 años.
- Gino Cattarossi, 89 años, de nacionalidad argentina, vivía en la unidad 501.
- Hilda Noriega, 92 años, de nacionalidad cubana, vivía en la unidad 902.

## Respuestas
Más de 80 unidades de rescate respondieron al derrumbe, según el Departamento de Bomberos y Rescate de Miami-Dade. El alcalde de Surfside, Charles Burkett, dijo en una conferencia de prensa que diez personas fueron atendidas en el lugar del derrumbe y que dos personas fueron llevadas al hospital, y una de ellas murió más tarde.
Al menos 35 personas han sido rescatadas del edificio, y más de cien personas se encontraban desaparecidas. Debido a una tormenta, las operaciones de rescate y recuperación se detuvieron por momentos. También un incendio dificultaba los trabajos de rescate y limpieza de escombros. La cantidad de escombros del edificio derrumbado, y la probabilidad de derrumbe del edificio anexo, dificultan y ralentizan el trabajo de rescate.

## Posibles causas
Según el alcalde Burkett, el condominio estaba en proceso de reparación del techo.  La comisionada de Surfside, Eliana Salzhauer, declaró que el edificio estaba pasando por el proceso de inspección para su recertificación de 40 años en el momento del desastre, que generalmente demora un año en completarse.
De acuerdo a una investigación de la Universidad Internacional de Florida que analiza los datos de los satélites europeos de teledetección disponibles al público, el edificio se había estado hundiendo desde la década de 1990 a una tasa significativa de aproximadamente 2 milímetros (0,08 pulgadas) por año.
En 2018, una inspección realizada por la firma de ingeniería Morabito Consultants arrojó un "error mayor" en la construcción del deck de la alberca, por lo que la impermeabilización no estaba inclinada y que el agua se acumulaba sobre la impermeabilización hasta que podía evaporarse. A lo largo de los años, las losas de hormigón debajo de la plataforma de la piscina habían sido severamente dañadas por el agua recogida. La firma escribió que "si no se reemplaza la impermeabilización en un futuro próximo, la extensión del deterioro del concreto se expandirá exponencialmente", y que la reparación sería "extremadamente costosa". Las losas del techo del estacionamiento, que se encontraba debajo de la cubierta del techo, mostraban varias grietas finas de tamaño considerable y cajas de barras de refuerzo expuestas . No quedó claro en los registros públicos si la asociación de condominios había abordado las cuestiones planteadas en el informe.

## Demolición de los bloques restantes
Las autoridades anunciaron que la parte occidental aún en pie del Champlain Towers South sería demolida de forma controlada entre las 10:00 p. m. EDT del domingo 4 de julio por la noche y las 3:00 a. m. EDT del lunes 5 por la mañana, después de acelerar la planificación y colocación de explosivos en los cimientos del edificio. para completar la demolición antes de la llegada del huracán Elsa. La búsqueda de sobrevivientes del colapso inicial se reanudó casi inmediatamente después de que se completara la demolición. 
La demolición tuvo lugar aproximadamente a las 10:30 p. m. hora local (EDT) del 4 de julio de 2021.